# Kim Ji-young: Born 1982
Pour plus de détails, voir Fiche technique et Distribution.
Kim Ji-young: Born 1982 (hangeul : 82년생 김지영 ; RR : 82nyeonsaeng Kimjiyoung) est un film dramatique sud-coréen coécrit et réalisé par Kim Do-young et sorti en 2019 en Corée du Sud. C'est l'adaptation du roman éponyme de Cho Nam-joo (publié en 2016). 
Il raconte l'histoire d'une femme confrontée à la société sexiste de Corée du Sud à chaque phase de sa vie. « Kim Ji-young » est l'un des noms coréens les plus répandus de la génération de l'héroïne et est donc censé représenter toutes les femmes coréennes. 
Le film sort à une époque où le modèle patriarcal de la société sud-coréenne est fortement remis en question et divise le pays. L'actrice Jeong Yu-mi, qui tient le rôle principal, a par exemple reçu des milliers de commentaires haineux sur son compte Instagram en une journée seulement, une pétition a circulé pour demander au président de ne pas autoriser la sortie du film, et de nombreux internautes ont afflué sur les sites de notations pour donner une mauvaise note, avant même la sortie du film.
Il totalise plus de 2 millions d'entrées au box-office sud-coréen de 2019.

## Synopsis
Kim Ji-young (Jeong Yu-mi), une femme ordinaire dans la trentaine, travaille pour une agence de relation publique. Elle est mariée et a une fille. Alors qu'elle menait jusque là une vie ordinaire, elle décide de quitter son travail pour mieux élever sa fille. Elle commence également à se préoccuper des autres personnes, dont sa mère et sa sœur.

## Fiche technique
- Titre original : 82년생 김지영
- Titre international : Kim Ji-young: Born 1982
- Réalisation : Kim Do-young
- Scénario : Kim Do-young et Yoo Young-ah
- Société de production et de distribution : Lotte Cultureworks
- Pays d’origine :  Corée du Sud
- Langue originale : coréen
- Format : couleur
- Genre : drame
- Durée : 120 minutes
- Date de sortie :
  -  Corée du Sud : 23 octobre 2019

## Distribution
- Jeong Yu-mi : Kim Ji-young
- Gong Yoo : Jeong Dae-hyeon
- Kim Mi-kyeong (en) : Mi-sook
- Kim Seong-cheol (en) : Ji-seok